# Nymphicus hollandicus
A calopsita (português brasileiro) ou caturra (português europeu) (Nymphicus hollandicus) é uma ave que pertence à ordem Psittaciformes e à família Cacatuidae. Natural da Austrália, a espécie foi descrita pela primeira vez em 1792.
A calopsita/caturra é o único membro do gênero Nymphicus. Ela já foi considerada um papagaio de crista ou pequena cacatua, no entanto os estudos moleculares mais recentes têm atribuído a sua própria subfamília Nymphicinae. É, portanto, agora classificado como o menor membro da família Cacatuidae. Calopsitas/caturras são nativas da Austrália e favorecem os pântanos australianos, cerrado e as Bushlands.

## Etimologia
Do latim calopsittacus, papagaio bonito, palavra vinda dos compostos gregos kállos, beleza, e psittakós, papagaio.

## História
Em 1838 o ornitólogo inglês John Gould viajou para a Austrália com o objetivo de estudar a fauna e realizar desenhos de aves. Ele foi o responsável pela fama mundial das calopsitas/caturras, pois foi o primeiro especialista a levar calopsitas/caturras para fora da Austrália. Em 1884, a fama das calopsitas/caturras cresceu, porém  foi em 1950 que a popularidade aumentou de forma bastante considerável por causa do arlequim, calopsita/caturras surgida através da primeira mutação de cor.

## Taxonomia
Suas relações biológicas foram por muito tempo incertas; agora é colocado em uma subfamília monotípica Nymphicinae, mas às vezes era classificado no passado entre os Platycercinae. Esta questão foi resolvida com estudos moleculares. Um estudo de 1984 de aloenzimas proteicas sinalizou sua relação mais próxima com cacatuas do que com outros papagaios,  e os dados da sequência mitocondrial 12S rRNA  o colocam entre a subfamília Calyptorhynchinae.

## Características
As calopsitas/caturras são aves geralmente dóceis que podem ser conservadas como animal de estimação. São bastante ativas e emitem gritos, assobiam e muitas chegam até a imitar sons que ouvem com frequência, como o seu nome ou alguma outra palavra que ouve constantemente. Geralmente apenas os machos conseguem falar ou cantar, mas há algumas exceções em que fêmeas cantam.
A plumagem pode variar de cor de acordo com as mutações, a maioria, com exceção das "Cara Branca" e "Prata", tendo em cada face uma pinta laranja na área dos ouvidos. A crista no topo da cabeça também varia de cor e tem o comprimento médio de 3 cm.
São aves resistentes e suportam bem o clima, desde que convenientemente abrigadas contra ventos e frio extremos. Com uma alimentação balanceada e o cuidado adequado, podem viver até 25 anos. A alimentação é uma das questões mais importantes para o bem-estar da ave e deve ser pensada tendo em conta o espaço que a ave tem para fazer exercício e em função do clima. Exceto por algumas restrições, tais como abacate, alface, tomate e caroços de frutas em geral, frutas e legumes podem entrar na dieta das aves, porém devem ser oferecidos com moderação, pois em exagero podem causar diarreia ou obesidade. Verduras verde escuras são altamente indicadas e podem ser oferecidas constantemente.
Para aves que não tenham possibilidade de fazer exercícios deve-se evitar incluir na dieta alimentos com alto teor em gordura como a semente de girassol. Para este animal poder ingerir semente de girassol ou semente de linhaça, por exemplo, ele precisaria voar muitos quilômetros para gastar a energia contida.
Atualmente pode ser notado o crescimento da ave como animal de estimação, por sua característica carinhosa, mas deve haver a preocupação contínua com o cuidado com a mesma, principalmente quando vivem soltas, já que, infelizmente, ainda não há um número expressivo de profissionais para os cuidados com a espécie.
Com este crescimento é possível perceber o aumento de PetShops que disponibilizam, ainda que em número pequeno, "playgrounds", brinquedinhos e outros utensílios para distrair a ave.

## Representação
A calopsita/caturra tem a crista que expressa o seu estado emocional, ela pode ficar ereta quando a ave está assustada ou animada, levemente deitada em seu estado neutro ou relaxado, e rente à cabeça quando o animal está com raiva ou na defensiva. A crista também é plana, mas se arrepia para fora na parte de trás quando a ave está tentando parecer atraente ou sedutora. Em contraste com a maioria das aves da família Cacatuidae, que têm as penas da cauda com cerca de 30 cm a 33 cm (12 a 13 ins), as calopsitas/caturras têm longas penas na cauda, chegando a aproximadamente metade do seu comprimento total, variando entre 30 cm e 60 cm (12-24 polegadas) de comprimento.

## Distribuição e Habitat
Calopsitas/caturras são nativas da Austrália, e são encontradas em grande áreas de clima árido ou semiárido do país, sempre próximas à água. Em grande parte nômade, a espécie se move para onde tenha comida e água disponível em abundância. Elas são tipicamente vistas em pares ou em pequenos bandos. Às vezes, centenas se reúnem em torno de um único corpo d'água, para espanto de muitos agricultores, porque muitas vezes essas aves acabam comendo muitas das culturas da região. Elas estão ausentes do sudoeste mais fértil e cantos do sudeste mais profundos da Austrália Ocidental, desertos e da Península do Cabo York. Elas são as únicas aves da família Cacatuidae que podem se reproduzir após seu primeiro ano de vida.

## O dimorfismo sexual
No "Cinza-selvagem" ou "tipo selvagem" a plumagem da calopsita/caturra é principalmente cinza com flashes brancos proeminentes nas bordas exteriores de cada asa. O rosto do macho geralmente é amarelo ou branco, enquanto a face da fêmea é principalmente cinza ou cinza claro, e ambos os sexos possuem uma área laranja nas áreas do ouvido, muitas vezes referida como "bochechas cheddar". Esta coloração é geralmente laranja vibrante em machos adultos, e muitas vezes mais clara em fêmeas. O sexamento visual é muitas vezes possível com esta mutação da ave.
A maioria das calopsitas/caturras, todavia, apenas pode ter o sexo identificado com segurança através do exame de DNA.

## Reprodução

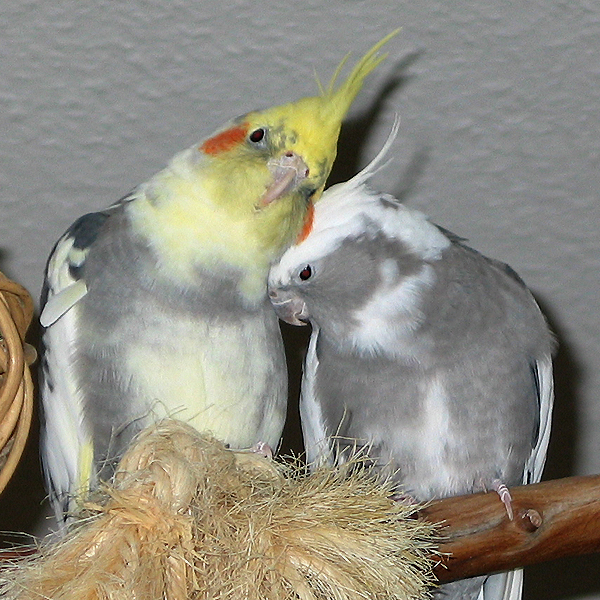
Casal de calopsitas/caturras

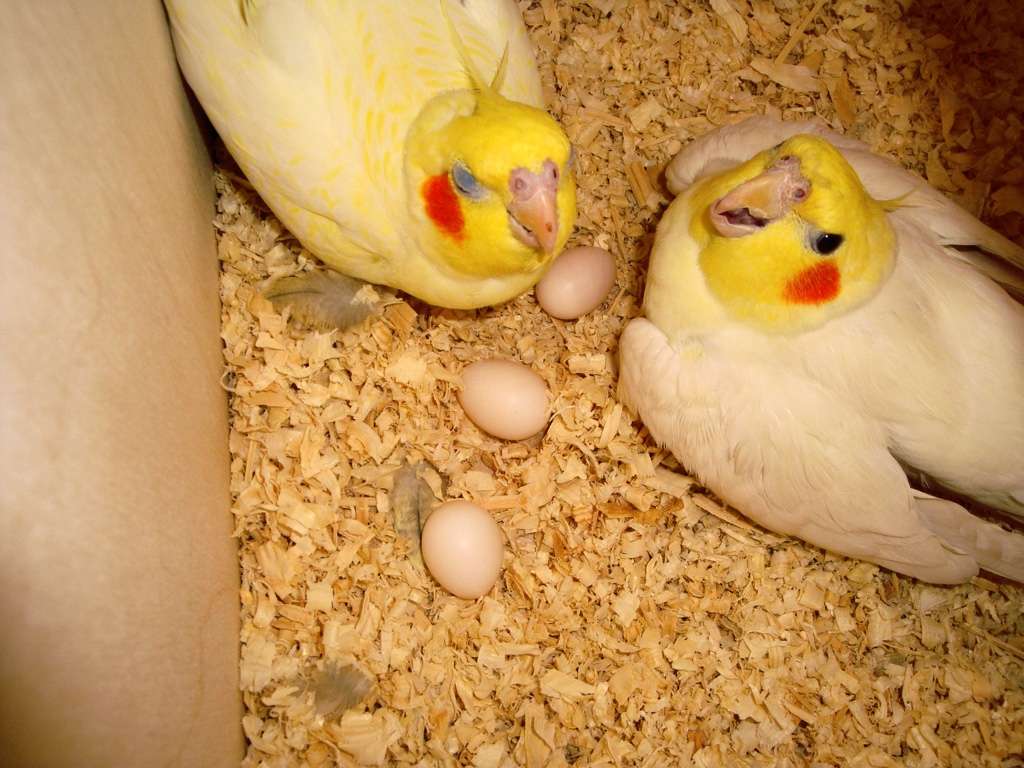
Casal e seus ovos, repare na postura de defesa do macho, à direita, prestes a atacar em caso de ameaça à fêmea ou aos ovos

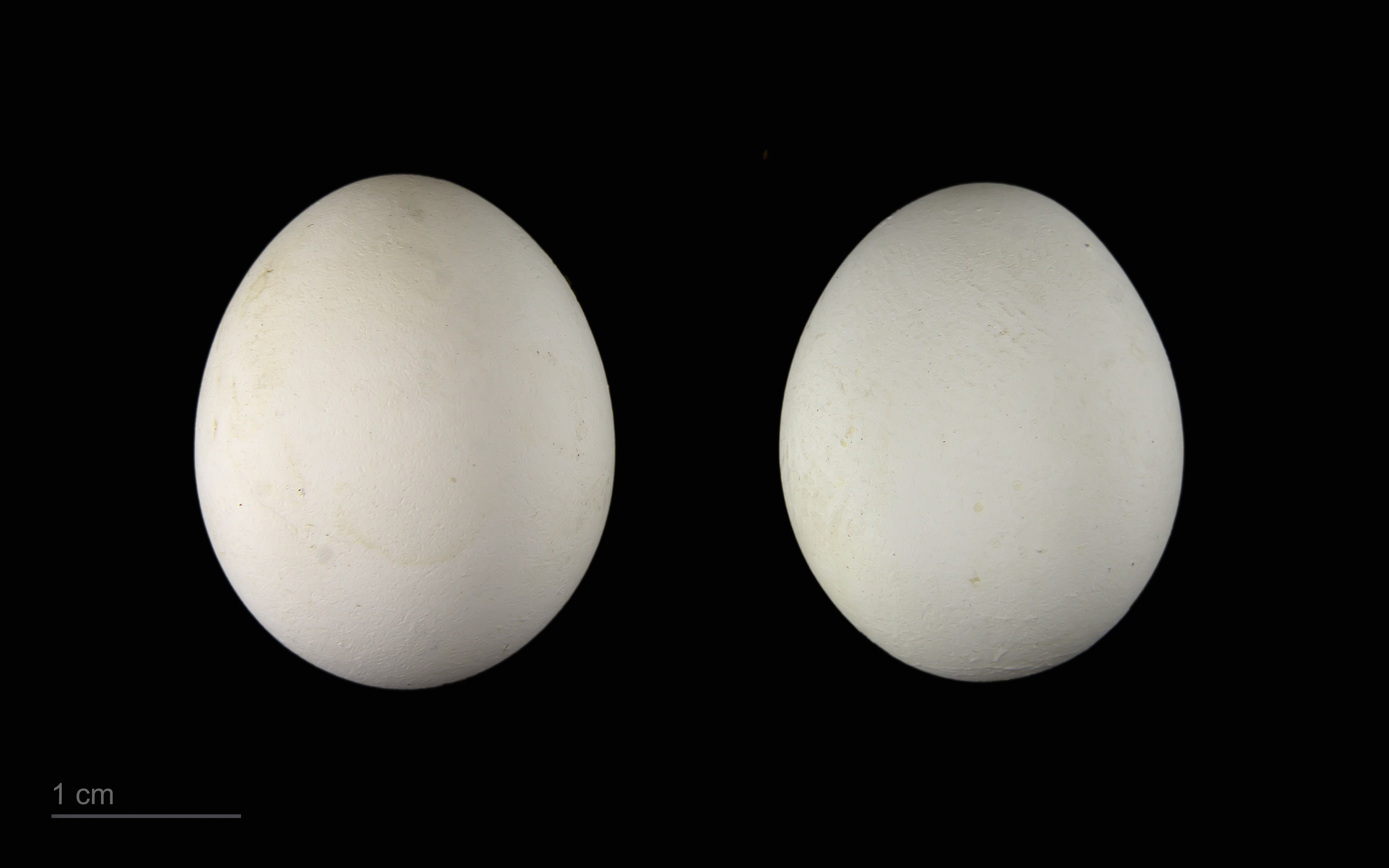
Nymphicus hollandicus - MHNT

A reprodução pode ocorrer a partir de 12 meses e durante todo o ano, mas é aconselhável tirar apenas duas ou três ninhadas por ano para evitar a exaustão das aves. Uma postura tem geralmente de quatro a sete ovos, com incubação de 17 a 22 dias. Os filhotes podem ser separados dos pais com oito semanas de vida.
De acordo com experiências mais atuais, constatou-se que em sua primeira postura, a fêmea acasalando com um macho de idade inferior a 12 meses produziu quantidade inferior a quatro ovos.
O ninho pode ser horizontal ou vertical, mas geralmente são utilizados ninhos verticais de 30 cm de altura. O fundo do ninho deve ser coberto com turfa ou aparas de madeira. Ambos os sexos chocam, os machos principalmente de dia e as fêmeas de noite.
Na natureza, costuma se reproduzir nas épocas de chuvas, até porque os alimentos aparecem mais fartamente; em cativeiro a reprodução deve ser preferencialmente feita na primavera ou verão. Na floresta essa ave geralmente procura um eucalipto que esteja próximo à água e faz seu ninho em algum buraco já existente na árvore.

## Expectativa de vida
A expectativa de vida da calopsita/caturra em cativeiro é em torno de 16-25 anos, embora às vezes seja de apenas 10-15 anos, e há relatos de calopsitas/caturras que vivem até 32 anos, e o mais velho espécime relatado tinha  36 anos de idade. Dieta e exercício são os principais fatores determinantes na vida da calopsita/caturra.

## Mutações
No cativeiro foram surgindo mutações de cores variadas, algumas bastante diferentes das observadas na natureza. A partir de 1949 a espécie começou a se difundir pelo mundo, com a criação do "silvestre", e em seguida "arlequim", mutação desenvolvida na Califórnia, nos Estados Unidos.
Existem muitas mutações de calopsitas/caturras com cores variadas, como: Silvestre, Arlequim, Lutino, Canela, Opalina (Pérola), Cara Branca, Lutina, Albino (há um padrão albino e não apenas mutações genéticas), Pastel, Prata Recessivo, Prata Dominante e Yellowcheeck (Bochecha amarela sexo ligado).

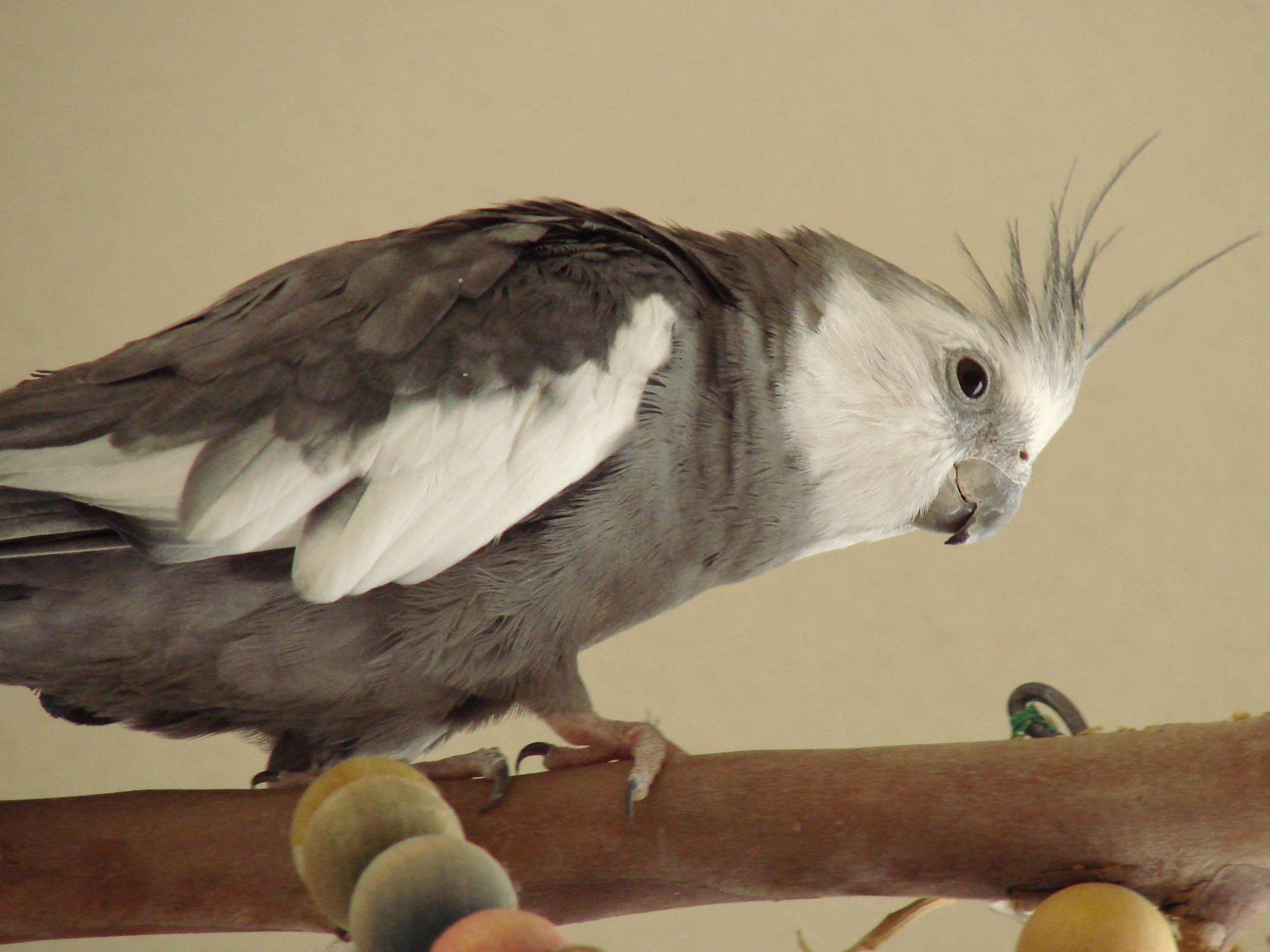
Cara Branca

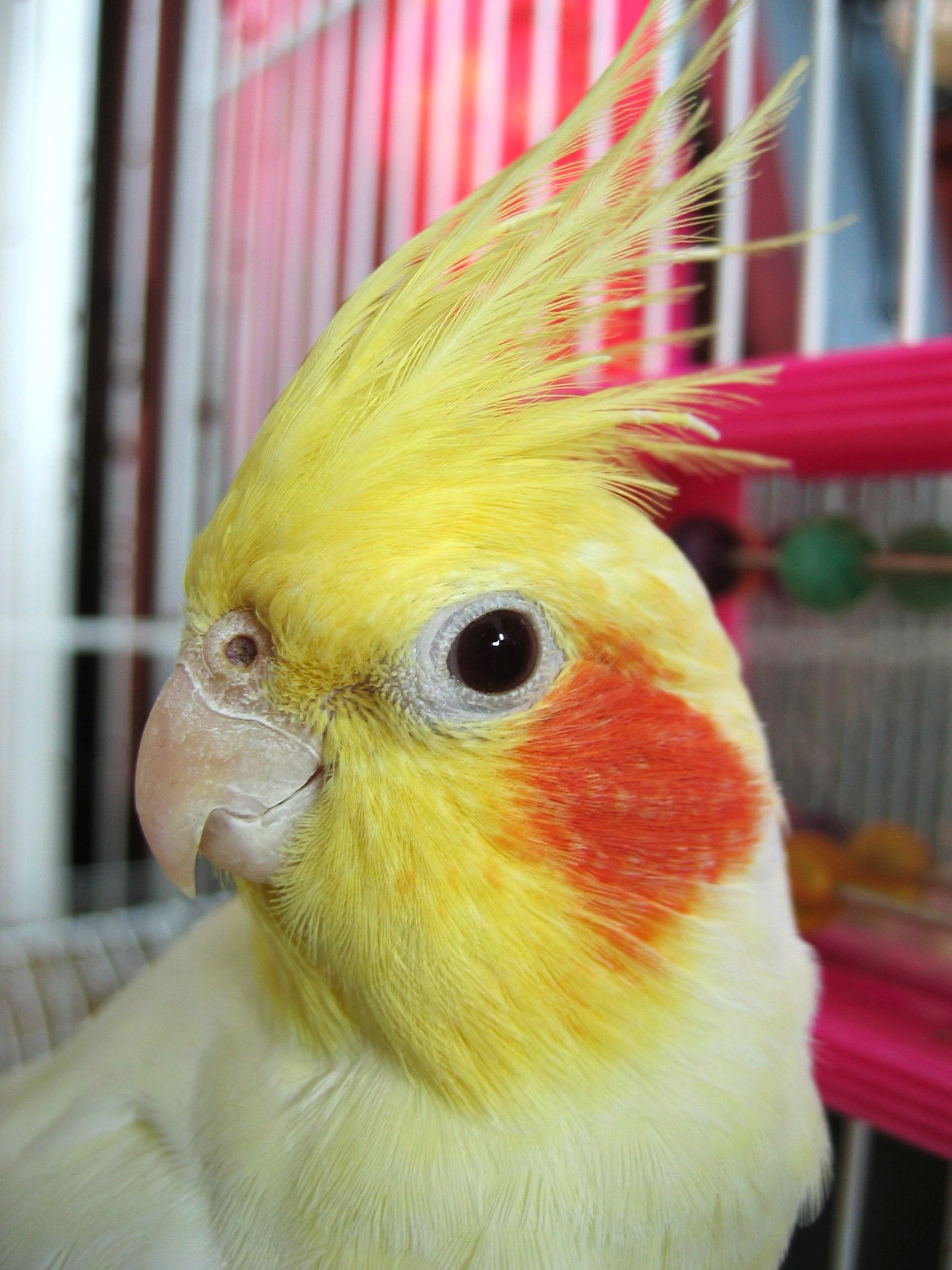
Calopsita/caturra Lutina
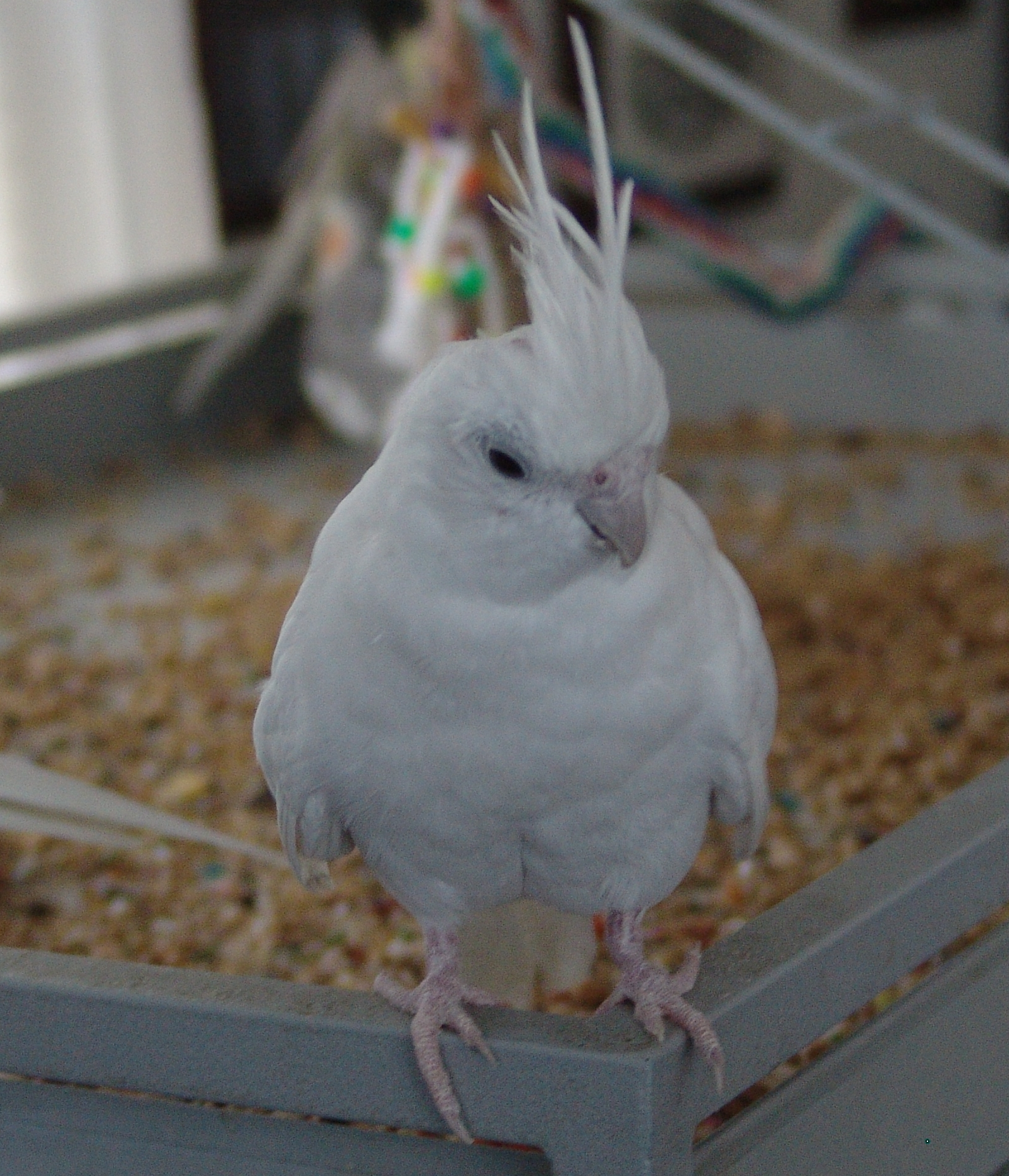
Lutino cara branca
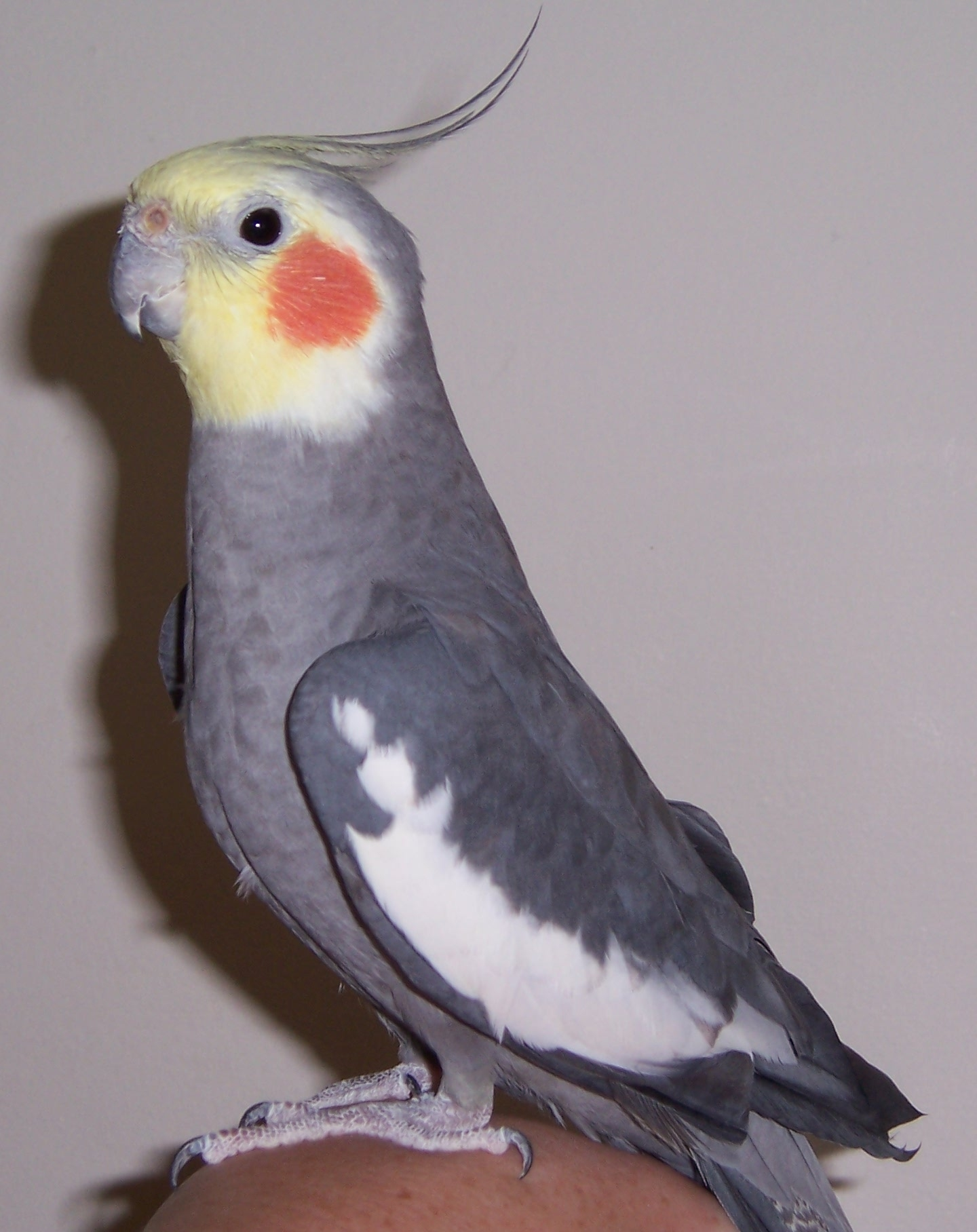
Silvestre
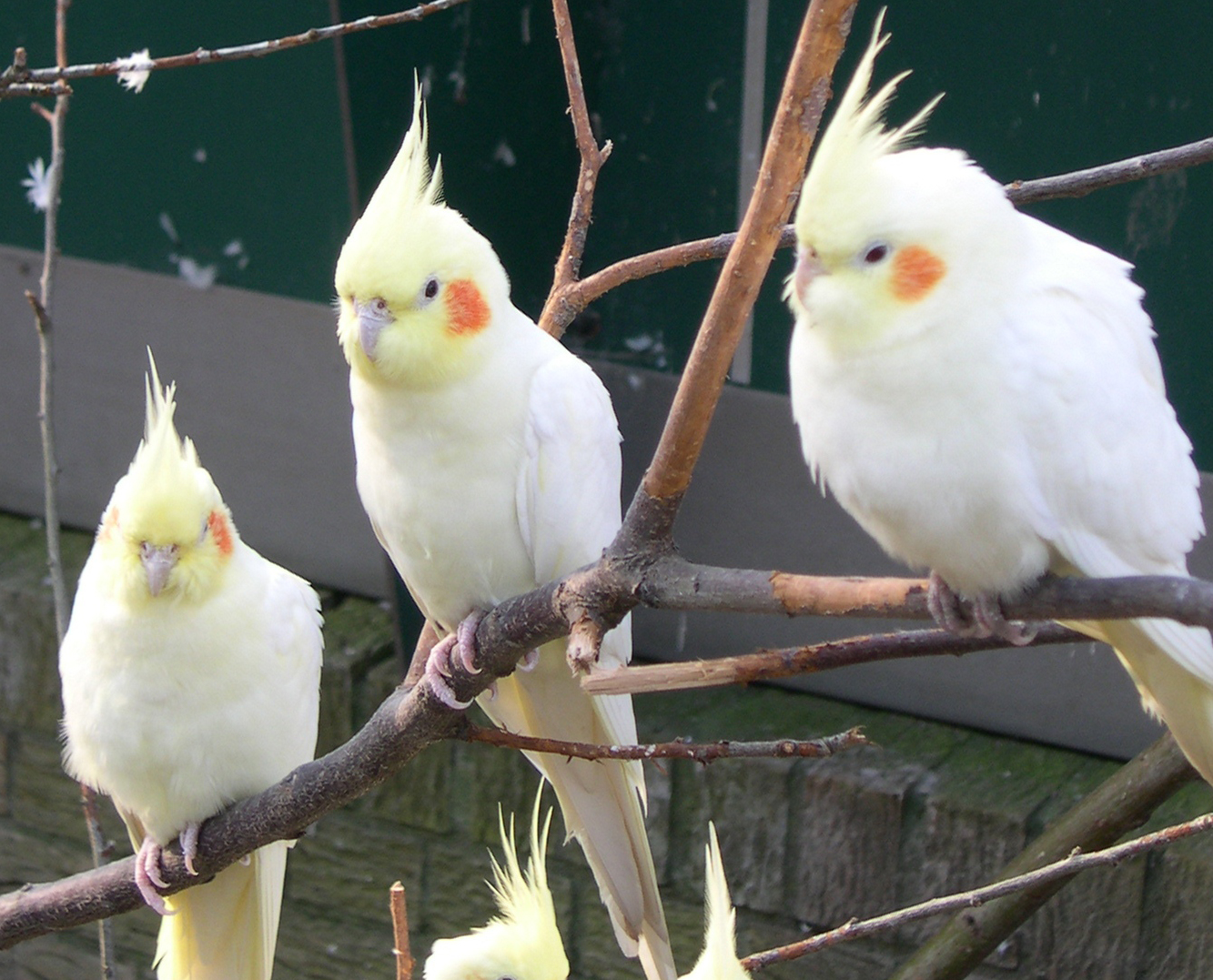
Lutino
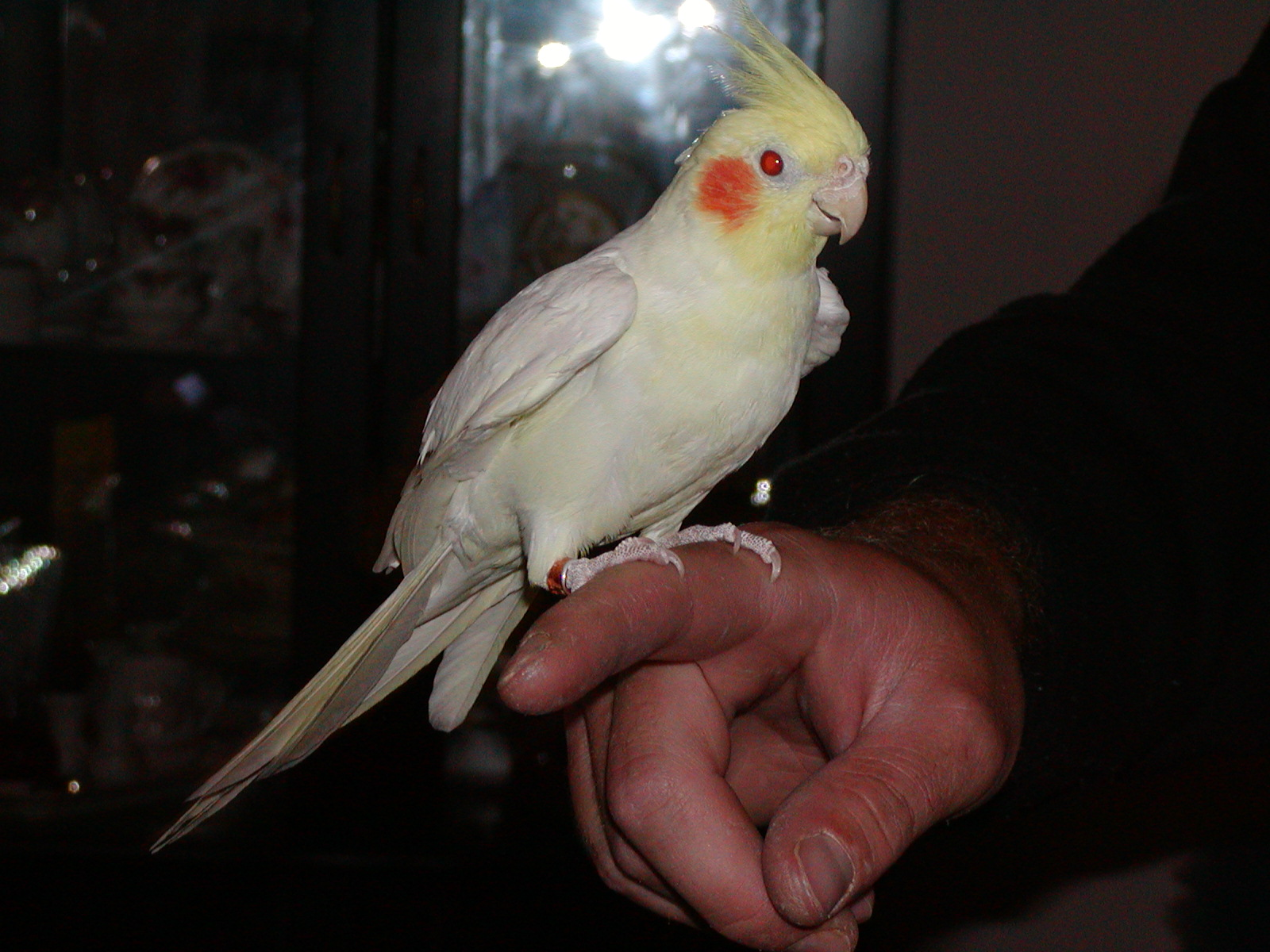
Fulvo
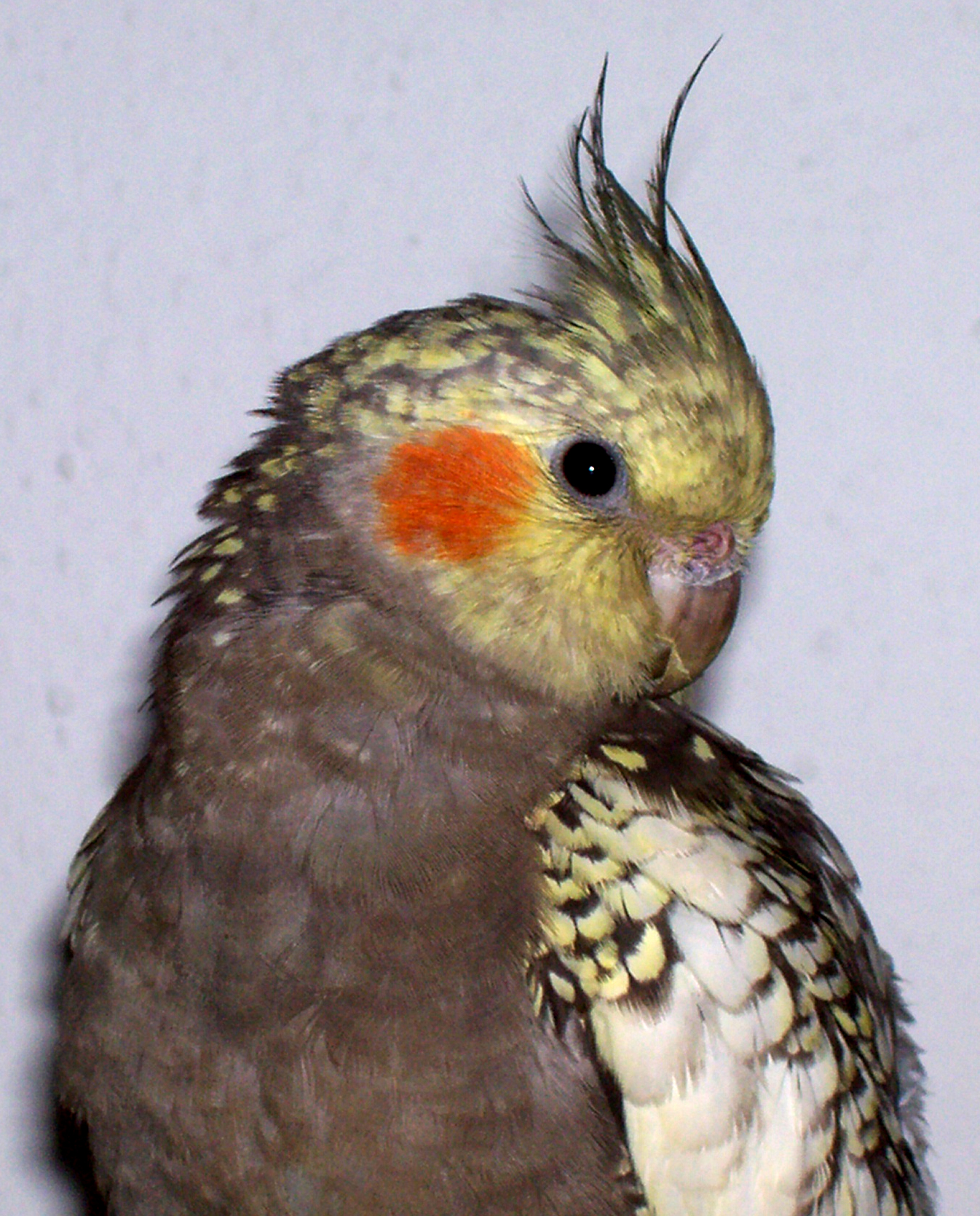
Opalina
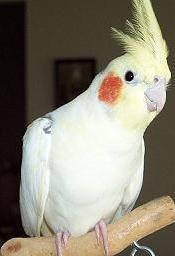
Calopsita/caturra branca
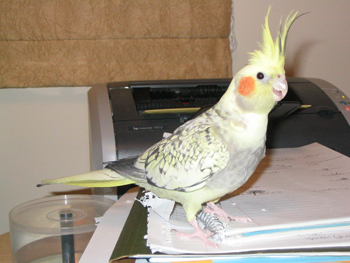
Arlequim
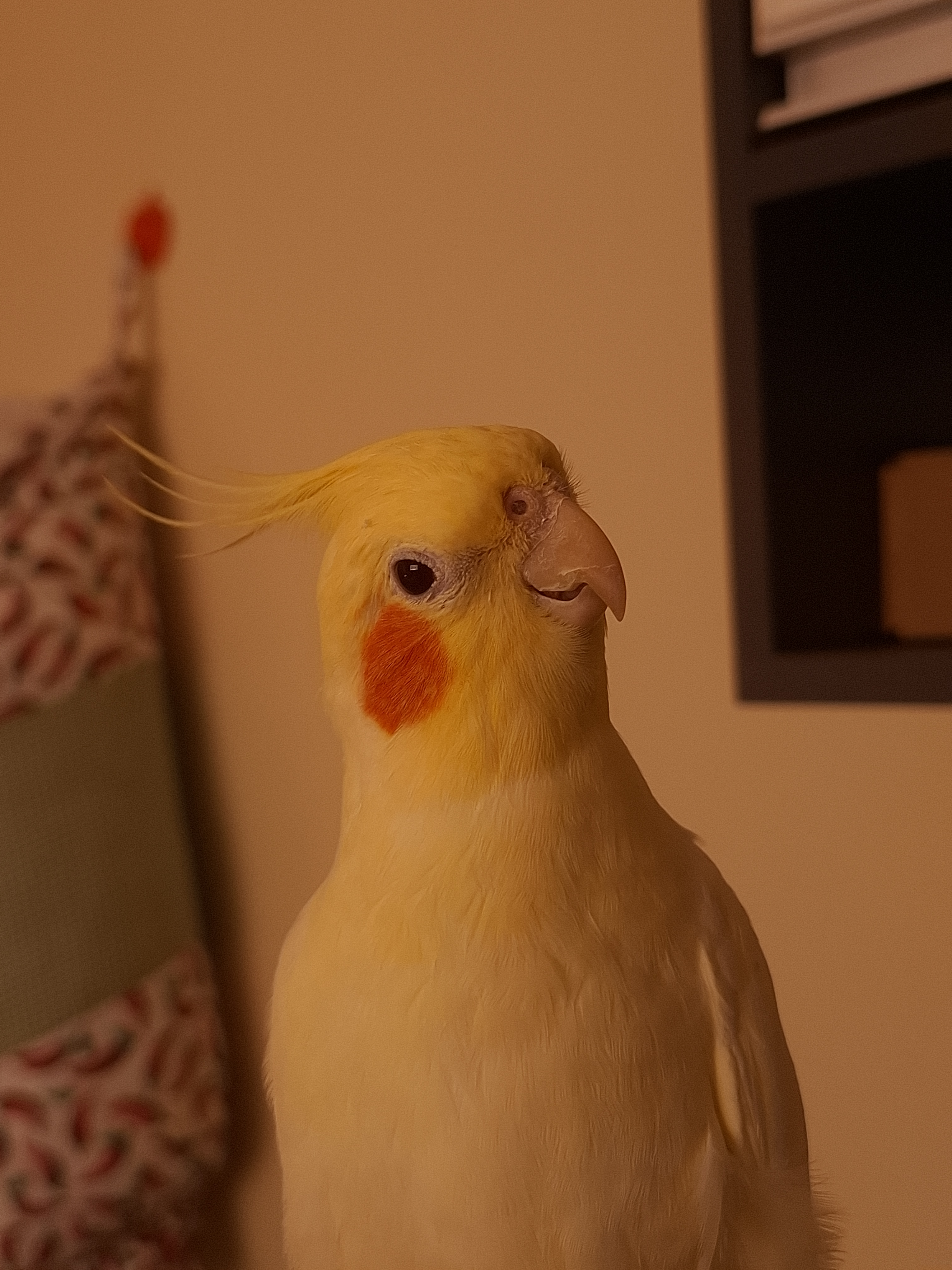
Calopsita Lutino Macho

## Brasil
No Brasil, os primeiros exemplares importados de calopsita/caturra desembarcar a partir de 1970 e hoje já existem muitos criadores, o que as torna relativamente populares e baratas. O governo australiano instituiu uma grande proibição sobre a exportação desses pássaros em 1994, portanto todas as calopsitas/caturras vendidas no Brasil devem ter sido criadas em cativeiro.